# Liste der Bodendenkmäler in Scheuring
Auf dieser Seite sind die Bodendenkmäler in der oberbayerischen Gemeinde Scheuring zusammengestellt. Diese Tabelle ist eine Teilliste der Liste der Bodendenkmäler in Bayern. Grundlage ist die Bayerische Denkmalliste, die auf Basis des Bayerischen Denkmalschutzgesetzes vom 1. Oktober 1973 erstmals erstellt wurde und seither durch das Bayerische Landesamt für Denkmalpflege geführt wird. Die folgenden Angaben ersetzen nicht die rechtsverbindliche Auskunft der Denkmalschutzbehörde.

## Bodendenkmäler der Gemeinde Scheuring

### Gemarkung Beuerbach
| Lage                 | Objekt                                     | Akten-Nr.     | Bild |
| -------------------- | ------------------------------------------ | ------------- | ---- |
| Beuerbach (Standort) | Grabhügel vorgeschichtlicher Zeitstellung. | D-1-7831-0039 |      |

### Gemarkung Kaufering
| Lage                 | Objekt | Akten-Nr.     | Bild |
| -------------------- | --- | ------------- | ---- |
| Kaufering (Standort) | Mehrgliedrige Abschnittsbefestigung und Siedlung vor- und frühgeschichtlicher Zeitstellung, unter anderem der frühen und mittleren Bronzezeit, der Späthallstatt-/Frühlatènezeit, der späten Latènezeit, der römischen Kaiserzeit und des frühen Mittelalters sowie Burgstall des hohen Mittelalters (Große und Kleine Schanze). Siehe auch: Römische Kaiserzeit | D-1-7831-0030 |      |

### Gemarkung Scheuring
| Lage                                  | Objekt | Akten-Nr.     | Bild                                                          |
| ------------------------------------- | --- | ------------- | ------------------------------------------------------------- |
| Scheuring (Standort)                  | Grabhügel mit Bestattungen der Hallstattzeit. | D-1-7831-0025 |                                                               |
| Scheuring (Standort)                  | Grabhügel mit Bestattungen der Hallstattzeit. | D-1-7831-0040 |                                                               |
| Scheuring (Standort)                  | Villa rustica der römischen Kaiserzeit. Siehe auch: Villa rustica (Scheuring) | D-1-7831-0041 |                                                               |
| Scheuring (Standort)                  | Körpergräber des frühen Mittelalters. Siehe auch: Körpergrab | D-1-7831-0042 |                                                               |
| Scheuring (Standort)                  | Burgstall des Mittelalters und abgegangenes Jagdschloss der frühen Neuzeit mit barocken Gartenanlagen (Lichtenberg). Siehe auch: Lichtenberg (Scheuring) und Burg Lichtenberg (Landsberg)                                                        | D-1-7831-0047 |                                                               |
| Scheuring (Standort)                  | Untertägige mittelalterliche und frühneuzeitliche Befunde im Bereich von Burgruine Haltenberg mit zugehörigem Wirtschaftshof im Vorburgbereich und barocken Gartenanlagen. Siehe auch: Burg Haltenberg                                           | D-1-7831-0048 | weitere Bilder                                                |
| Scheuring (Standort)                  | Siedlung vorgeschichtlicher Zeitstellung, unter anderem des Neolithikums und der frühen Latènezeit. | D-1-7831-0049 |                                                               |
| Scheuring (Standort)                  | Siedlung vorgeschichtlicher Zeitstellung, unter anderem des Jungneolithikums (Altheimer Kultur) und der Urnenfelderzeit. Siehe auch: Neolithikum.                                                                                                | D-1-7831-0051 |                                                               |
| Scheuring (Standort)                  | Turmhügel des hohen oder späten Mittelalters (Burgsel). | D-1-7831-0052 |                                                               |
| Scheuring (Standort)                  | Siedlung vor- und frühgeschichtlicher Zeitstellung. | D-1-7831-0076 |                                                               |
| Scheuring (Standort)                  | Siedlung des Alt-, Mittel- und Jungneolithikums (Linearbandkeramik, Stichbandkeramik, Altheimer Kultur), der Bronzezeit, der jüngeren Latènezeit und der römischen Kaiserzeit. Siehe auch: Linearbandkeramik, Stichbandkeramik, Altheimer Kultur | D-1-7831-0086 |                                                               |
| Scheuring (Standort)                  | Siedlung vorgeschichtlicher Zeitstellung, unter anderem der Urnenfelderzeit. | D-1-7831-0123 |                                                               |
| Scheuring Kirchplatz 4 (Standort)     | Untertägige mittelalterliche und frühneuzeitliche Befunde im Bereich der Katholischen Pfarrkirche St. Martin in Scheuring und ihrer Vorgängerbauten.                                                                                             | D-1-7831-0125 | Untertägige mittelalterliche und frühneuzeitliche Befunde     |
| Scheuring Winkler Straße 1 (Standort) | Untertägige spätmittelalterliche und frühneuzeitliche Befunde im Bereich der Katholischen Filialkirche St. Johannes der Täufer in Scheuring und ihrer Vorgängerbauten.                                                                           | D-1-7831-0126 | Untertägige spätmittelalterliche und frühneuzeitliche Befunde |
| Scheuring (Standort)                  | Grabhügel vorgeschichtlicher Zeitstellung. | D-1-7831-0153 |                                                               |
| Scheuring (Standort)                  | Siedlung vorgeschichtlicher Zeitstellung, unter anderem des Altneolithikums (Linearbandkeramik) und der Urnenfelderzeit. | D-1-7831-0154 |                                                               |